# Xurreria

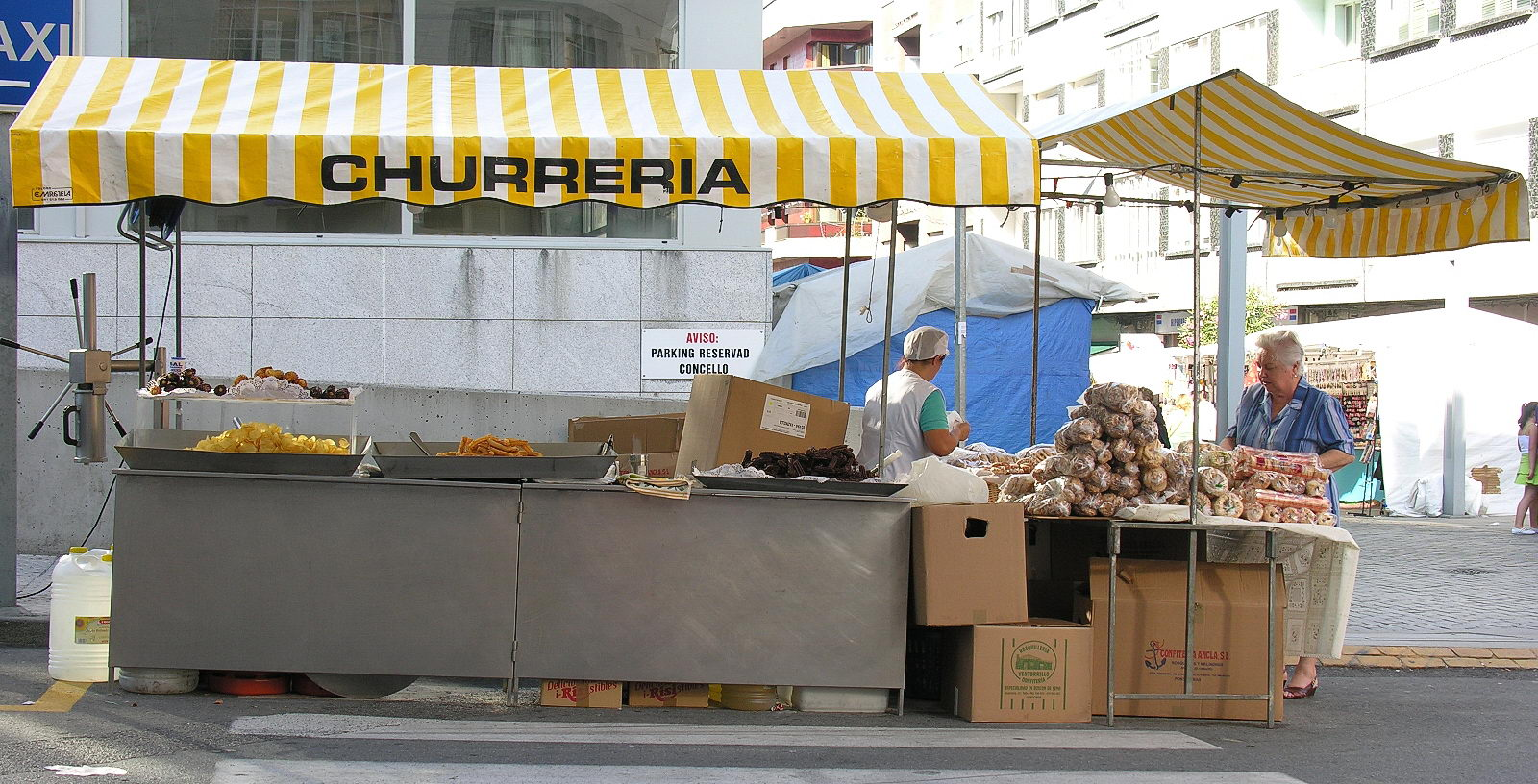
Una xurreria a Boiro, Galicia.

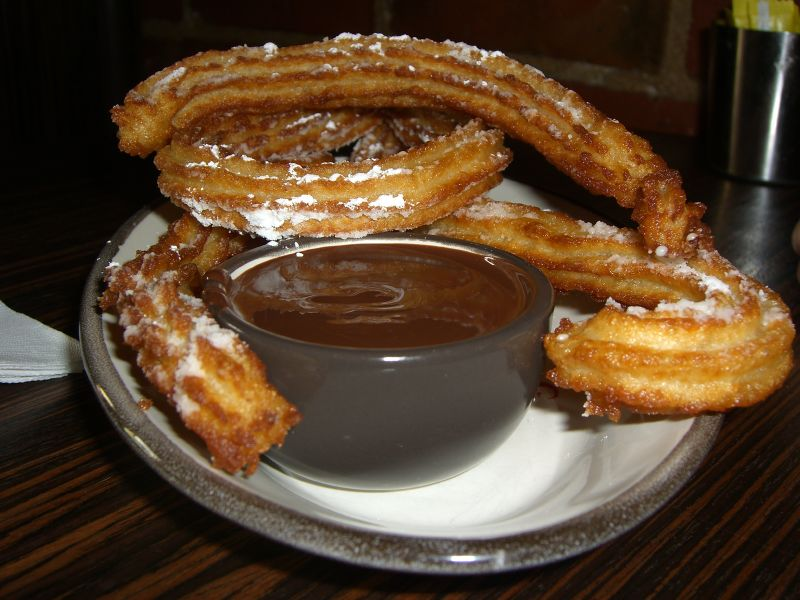
Xurros amb xocolata

La xurreria és un petit comerç especialitzat principalment en l'elaboració i venda de xurros i patates fregides casolanes. Tradicionalment tots els productes de xurreria eren artesanals.

## Història
Les xurreries varen ser molt populars a Catalunya durant la segona meitat del segle xx. Sovint estaven situades a les places de les ciutats o pobles. Moltes eren ambulants i àdhuc les fixes podien ser desmontades i canviades de lloc amb relativa facilitat. El quiosquet de la xurreria era un dels elements indispensables a les fires d'estiu, junt amb el "Pim Pam Pum", la noria, els cavallets i la tómbola.
Els xurros i les patates eren fregits in situ pel xurrer o la xurrera. Els xurros se servien en paperines i les patates en bosses llargues de paper encerat de colors vius (vert, roig o groc). Altres productes venuts a les xurreries eren diverses masses fregides com els xuixos, bunyols i pestinyos, així com cotnes i morro de porc.
Una gran part de les xurreries tradicionals de les ciutats de la costa Catalana varen desaparèixer quan va canviar la cultura comercial vers el consumisme, a mesura que es varen estendre els supermercats i les franquícies de "fast food". Tot i així hi ha algunes xurreries que sobreviuen, com la de la Plaça Lesseps de Barcelona. Altres es varen adaptar i varen diversificar els productes, venent menjars preparats i pollastres, i perdent llur imatge original en el procés d'adaptació.

## Actualitat
Molts pobles han recuperat les tradicionals xurreries, combinant la modernitat amb la tradicionalitat. Continuen fregint els xurros, les patates, els xuixos, els bunyols, etc, però ara també ofereixen altres productes més variats, com crispetes o "ganxitos". També les podem trobar a les fires i Festes Majors de tot el territori.

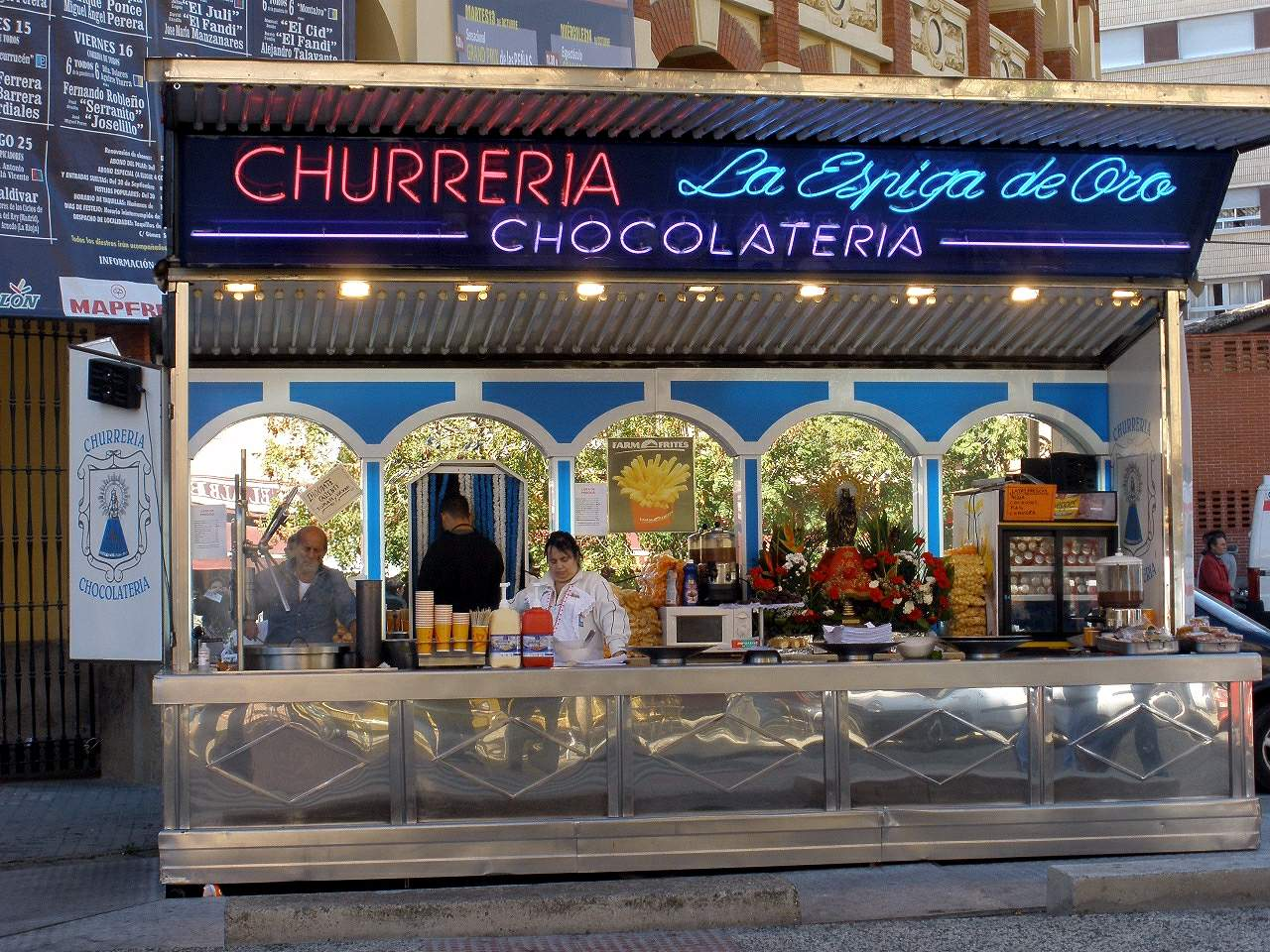